# 富士1000km
富士1000km（ふじせんキロ）は、かつて富士スピードウェイで開催されていた耐久レース。

## 概要
1967年にTMSC（トヨタモータースポーツクラブ）の主催でスタートし、1977年に富士ロングディスタンスシリーズ開始と同時に、FISCOクラブの主催となった。1985年に全日本耐久選手権の一戦となり国際格式レースとなると同時に再びTMSC主催（VICICと共催）となった。
オイルショックなどを理由に耐久レースの開催が中止された時期も、富士1000kmは開催され続けたが、1993年に全日本スポーツプロトタイプカー耐久選手権（JSPC）の崩壊、および景気後退で中止。以降は開催されなくなった。
1999年に富士スピードウェイ35周年企画として、ル・マン24時間レース規定による「ル・マン富士1000km」として復活した。また2007年に、全日本スポーツカー耐久選手権の1戦として組み込まれ、8年ぶりに復活した。
なお1982年から1988年は「WEC-JAPAN」というWSPCの一戦、1989年から1991年は「インターチャレンジ富士1000km」というJSPCの一戦が追加で開催されていた。1992年もMSCC（マツダスポーツカークラブ）主催でJSPCとして年2回、富士の1000kmレースは開催されていた。

## 歴代優勝車/ドライバー
- 1967年　トヨタ・2000GT（細谷四方洋/大坪善男）
- 1968年　トヨタ・7（鮒子田寛/蟹江光正）
- 1969年　トヨタ・7（鮒子田寛/大坪善男）
- 1970年　ダットサン・240Z（高橋国光/黒澤元治）
- 1971年　ポルシェ・910（川口吉正/木倉義文）
- 1972年　トヨタ・スプリンタートレノ（舘信秀/鎌田実/見崎清志）
- 1973年　トヨタ・セリカLBターボ（高橋晴邦/見崎清志）
- 1974年　シェブロンB21P-23/BDA（高橋晴邦/鮒子田寛）
- 1975年　マーチ・73S/BMW（舘信秀/柳田春人）
- 1976年　マーチ・73S/BMW（佐藤文康/小笹哲嗣）
- 1977年　マーチ・75S/マツダ（片山義美/従野孝司）
- 1978年　マーチ・75S/マツダ（片山義美/浅井順久）
- 1979年　シェブロンB36/マツダ（鮒子田寛/リチャード・トーマス・ゲック）
- 1980年　シェブロンB36/マツダ（真田睦明/鈴木恵一）
- 1981年　マーチ・73S/マツダ（佐藤文康/小笹哲嗣/藤田直広）
- 1982年　BMW・M1（佐藤文康/長坂尚樹）
- 1983年　ポルシェ・956（藤田直広/ヴァーン・シュパン）
- 1984年　MCSグッピー/マツダ（赤池卓/飯田薫/標 徹）
- 1985年　ポルシェ・956（ヴァーン・シュパン/鈴木恵一）
- 1986年　ポルシェ・962C（高橋国光/高橋健二）
- 1987年（fr）トヨタ・87C（アラン・ジョーンズ/ジェフ・リース/関谷正徳）
- 1988年　ポルシェ・962C（クリス・ニッセン/ブルーノ・ジャコメリ）
- 1989年　ポルシェ・962C（バーン・シュパン/エイエ・エリジュ/松本恵二）
- 1990年　トヨタ・89C-V（ローランド・ラッツェンバーガー/長坂尚樹）
- 1991年　日産・R91CP（星野一義/鈴木利男）
- 1992年（JSPC第2戦）　日産・R92CP（星野一義/鈴木利男）
- 1992年（JSPC第5戦）　トヨタ・TS010（ジェフ・リース/ヤン・ラマース）
- 1999年（en）日産・R391（エリック・コマス/本山哲/影山正美）
- 2007年　ザイテック・05S（英語版）（野田英樹/山崎信介）

### WEC-JAPAN 富士1000km
WEC-JAPAN勝者
- 1983年　ポルシェ・956（デレック・ベル/ステファン・ベロフ）
- 1984年　ポルシェ・956（ステファン・ベロフ/ジョン・ワトソン）
- 1985年　マーチ・85G/日産（星野一義/松本恵二/萩原光）
- 1986年　ポルシェ・956（パオロ・バリッラ/ピエルカルロ・ギンザーニ）
- 1987年　ジャガー・XJR-8（ヤン・ラマース/ジョン・ワトソン）
- 1988年　ジャガー・XJR-9（マーティン・ブランドル/エディ・チーバー/ジョン・ニールセン）

### インターチャレンジ富士1000km
- 1989年　トヨタ・89C-V（小河等/パオロ・バリッラ）
- 1990年　悪天候のため中止
- 1991年　日産・R91CP（星野一義/鈴木利男）